# Girl in a Coma
Girl in a Coma war eine US-amerikanische Rockband aus San Antonio, Texas. Die Gruppe bestand aus den mexikanisch-amerikanischen Schwestern Nina Diaz (Gesang und Gitarre), Phanie Diaz (Schlagzeug) und Jenn Alva (E-Bass). Der Bandname stammt von einem gleichnamigen Songtitel der britischen Rockband The Smiths.

## Geschichte
2006 trafen die Mädchen bei Filmaufnahmen ihr großes Vorbild Joan Jett. Daraufhin nahm Jett und ihr Produzent Kenny Laguna die Gruppe unter Vertrag bei ihrem Label Blackheart Records. Schon im Oktober 2007 war Girl in a Coma Vorgruppe von Morrissey. Noch im gleichen Jahr spielte die Gruppe auf dem SXSW Music Festival, ebenso 2009 und 2010. Im Jahr 2008 gewannen sie mit dem Song Clumsy Sky den Independent Music Awards für den besten Punk Song. Im Sommer 2010 hatten Girl in a Coma einen Auftritt beim Woodstockfestival in Polen.

## Diskografie

### Demos und Promos
- 2005: Gira O Morir (Demo)
- 2005: Girl in a Coma (7"-Vinyl-Single, Demo)
- 2007: Clumsy Sky (CD-Single, Promo)

### Singles und EPs
- 2009: Hiding My Trail (7"-Vinyl-Single)
- 2010: Adventures in Coverland, Vol. 1 (7"-Vinyl-EP)
- 2010: Adventures in Coverland, Vol. 2 (7"-Vinyl-EP)
- 2010: Adventures in Coverland, Vol. 3 (7"-Vinyl-EP)
- 2011: Smart (Radio Edit) (CD-Single)

### Alben
- 2004: Girl in a Coma (CD-R)
- 2007: Both Before I'm Gone
- 2009: Trio B.C.
- 2010: Adventures in Coverland
- 2011: Exits & All the Rest